# Euthalia fulica
Euthalia fulica är en fjärilsart som beskrevs av Hans Fruhstorfer 1906. Euthalia fulica ingår i släktet Euthalia och familjen praktfjärilar. Inga underarter finns listade i Catalogue of Life.